# Єленський (Костромська область)
Єленський (рос. Еленский) — селище в Нейському районі Костромської області Російської Федерації.
Населення становить 574 особи. Входить до складу муніципального утворення Єленське сільське поселення.

## Історія
У 1936-1944 роках населений пункт належав до Ярославської області. Від 1944 року належить до Костромської області.
Від 2007 року входить до складу муніципального утворення Єленське сільське поселення.

## Населення
| 2008 | 2010 | 2012 | 2013 | 2014 | 2015 | 2016 |
| ---- | ---- | ---- | ---- | ---- | ---- | ---- |
| 736  | ↘633 | ↘629 | ↘623 | ↗624 | ↘615 | ↘606 |
| 2017 | 2018 | 2019 | 2020 |      |      |      |
| ↘605 | ↘600 | ↘587 | ↘574 |      |      |      |